# Старая Михайловка (Татарстан)
Ста́рая Миха́йловка (тат. Иске Михайловка) — село в Альметьевском районе Татарстана. Административный центр Старомихайловского сельского поселения.

## География
Находится в юго-восточной части Татарстана на расстоянии приблизительно 19 км по прямой на северо-восток от районного центра города Альметьевск.

## История
Основано приблизительно в 1794 году майором И. К. Пасмуровым, переселившим сюда своих крестьян из деревни Поварово Московской губернии, в 1800 сюда переселили ещё более ста человек из деревни Половчиново Костромской губернии. В начале XX века здесь имелась часовня и земская школа.

## Население
Постоянных жителей было: в 1800 году — 54, в 1816—166, в 1834—240, в 1858—276, в 1870—317, в 1884—409, в 1897—376, в 1912—445, в 1920—510, в 1926—540, в 1938—321, в 1949—530, в 1958—324, в 1970—223, в 1979—155, в 1989—166, в 2002 − 205 (русские 32 %, татары 65 %), 232 в 2010.